# August Carl Joseph Corda
August Carl Joseph Corda (15 de Novembro de 1809 - 1849) foi um médico e micologista checo.

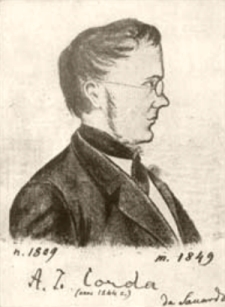
Corda

## Juventude e educação
Corda nasceu em Reichensberg (hoje Liberec), na Boémia, em 15 de Novembro de 1809. Seu pai era um vendedor de têxteis. Ambos os pais de Corda morreram repentinamente apenas algumas semanas após o seu nascimento, e Corda foi criado pela sua avó, frequentando a Escola Normal de Reichenberg.
A avó de Corda faleceu em 1819 e Corda foi entregue a uma "família estranha" durante dois anos, tempo durante o qual não frequentou a escola. Dois anos depois, foi entregue ao cuidado de um tio em Praga onde frequentou o "Liceu de Nova Praga".
Em consequência de dificuldades familiares, Corda abandonou o liceu em 1824, passando a frequentar a escola politécnica. Ali, estudou física, química, mineralogia e botânica. 
Após abandonar a escola em 1827, Corda aceitou um emprego numa fábrica química em Praga durante algum tempo antes de iniciar os estudos de cirurgia na Universidade de Praga. Pouco depois, durante um surto de cólera asiática, foi cirurgião-assistente no Hospital Geral de Praga. Continuou a exercer esta actividade em Rokitzan, Reichstadt, Niems, Zwickam, Kummersdorf e Briens.  No final de 1832, desencorajado pela sua luta aparentemente interminável contra a cólera, Corda desistiu de exercer medicina.

## Carreira botânica

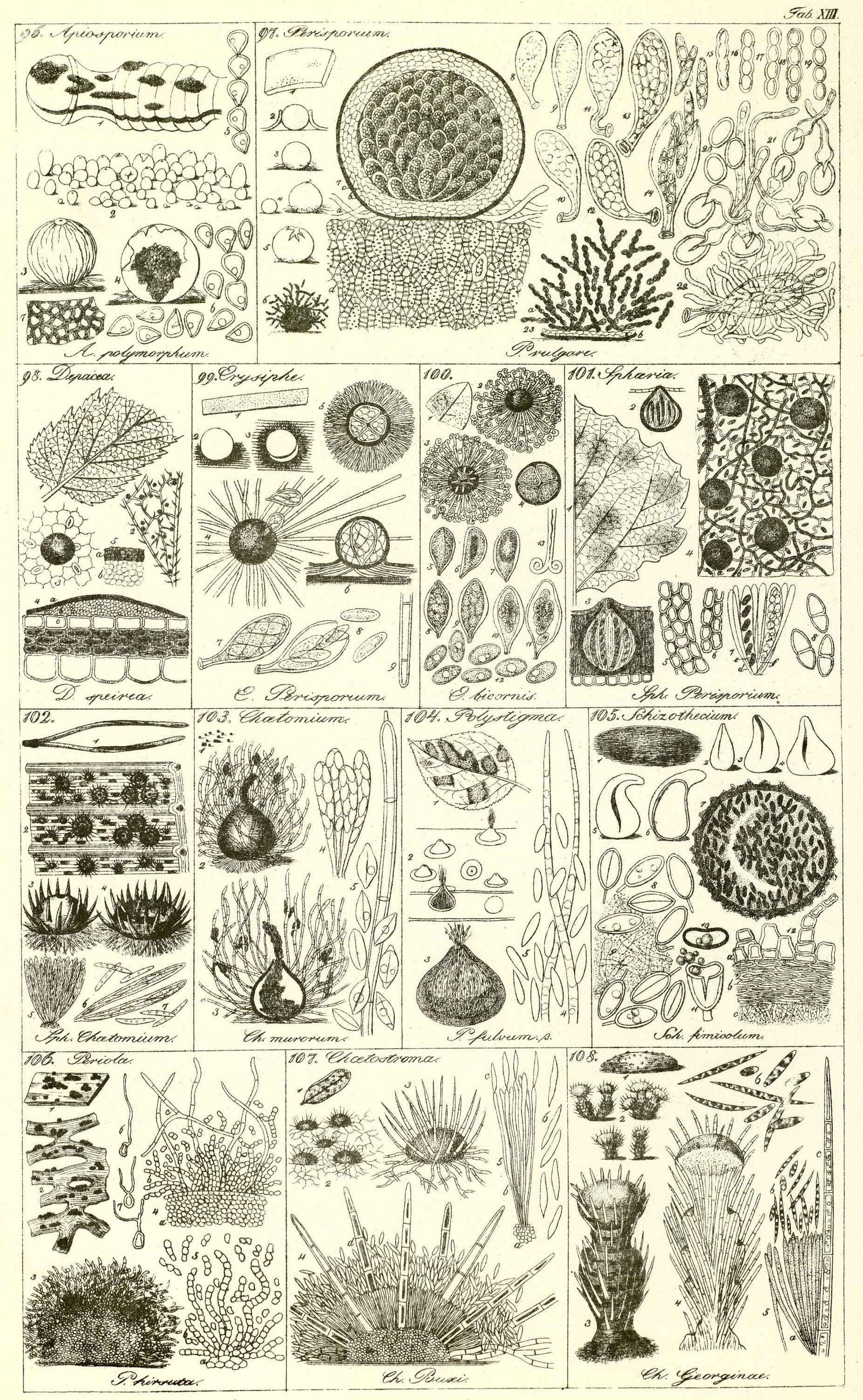
Ilustrações de Corda em Icones fungorum

Durante seis semanas, Corda retirou-se para Berlim para desfrutar da companhia do seu amigo próximo Kurt Sprengel e seus muitos colegas literatos, Alexander von Humboldt, Kunth, Horkel e Martin Lichtenstein. Após o seu regresso a Reichenberg, Corda foi inspirado a estudar botânica após receber uma carta da Academia de Berlim propondo um estudo sobre o crescimento das palmeiras e plantas relacionadas com uma bolsa de viagem para a viagem de regresso a Berlim. Corda respondeu entusiasticamente escrevendo De incremento stipitis plantarum acompanhado de quase 100 ilustrações que completou em 1834 juntamente com uma monografia sobre a anatomia de rizospermas.
Mais tarde, Corda recolheu amostras em Charles Hot Springs e visitou Nees von Esenbeck. Após o seu regresso a Praga, Corda foi convidado a assumir o cargo de Curador da Divisão de Zoologia do Museu Nacional Checo pelo fundador e presidente do museu, o influente Casparum de Ftenberg, que Corda havia conhecido durante a sua primeira ida a Charles Hot Springs e antes disso num congresso botânico em Wrocław. O seu interesse rapidamente se dirigiu para as colecções micológicas que se tornariam o foco primário do seu trabalho.
Corda é conhecido pela sua monumental obra em seis volumes Icones fungorum hucusque cognitorum, publicada entre 1837-1842 e finalmente em 1854, e pela sua Prachtflora europäischer Schimmelbildungen publicada em 1839. Corda permanece bem conhecido dos micologistas, tendo descrito muitos géneros de fungos importantes, incluindo Stachybotrys.
Permaneceu curador até à sua morte no mar, quando regressava de uma viagem de recolecção ao Texas em 1849.